# Jason Akeson
Jason Jeffrey Akeson (* 3. Juni 1990 in Orleans, Ontario) ist ein schweizerisch-kanadischer Eishockeyspieler, der seit Juli 2025 beim Genève-Servette HC aus der Schweizer National League unter Vertrag steht und dort auf der Position des rechten Flügelstürmers spielt. Zuvor war Akeson unter anderem für die Kölner Haie und Straubing Tigers in der Deutschen Eishockey Liga (DEL) aktiv und bestritt darüber hinaus 22 Partien für die Philadelphia Flyers in der National Hockey League (NHL).

## Karriere

### Jugend in der OHL
Der aus einem Vorort von Ottawa stammende Akeson, konnte sich über Vereine aus seiner Heimatregion, wie die Cumberland Barons oder Navan Grads, für die Kitchener Rangers, einem Team aus der Ontario Hockey League (OHL) – eine der drei kanadischen Top-Junioren Eishockeyligen – empfehlen. Bei den Rangers spielte er ab 2007 vier Jahre, gewann in seiner ersten Saison 2007/08 die OHL-Meisterschaft in Form des J. Ross Robertson Cups und war in seiner letzten Saison 2010/11 zusammen mit Tyler Toffoli punktbester Spieler der Liga. Er erzielte in 67 Spiele 108 Scorerpunkte. Weiterhin erhielt er am Ende der Saison diverse Auszeichnungen unter anderem auch zum fairsten Spieler der Liga. Für einen Eishockeyspieler, der nie von einem NHL-Team gedraftet wurde, bewies dies einen imposanten Entwicklungsschritt zum Ende seiner Juniorenzeit.

### AHL und Philadelphia Flyers

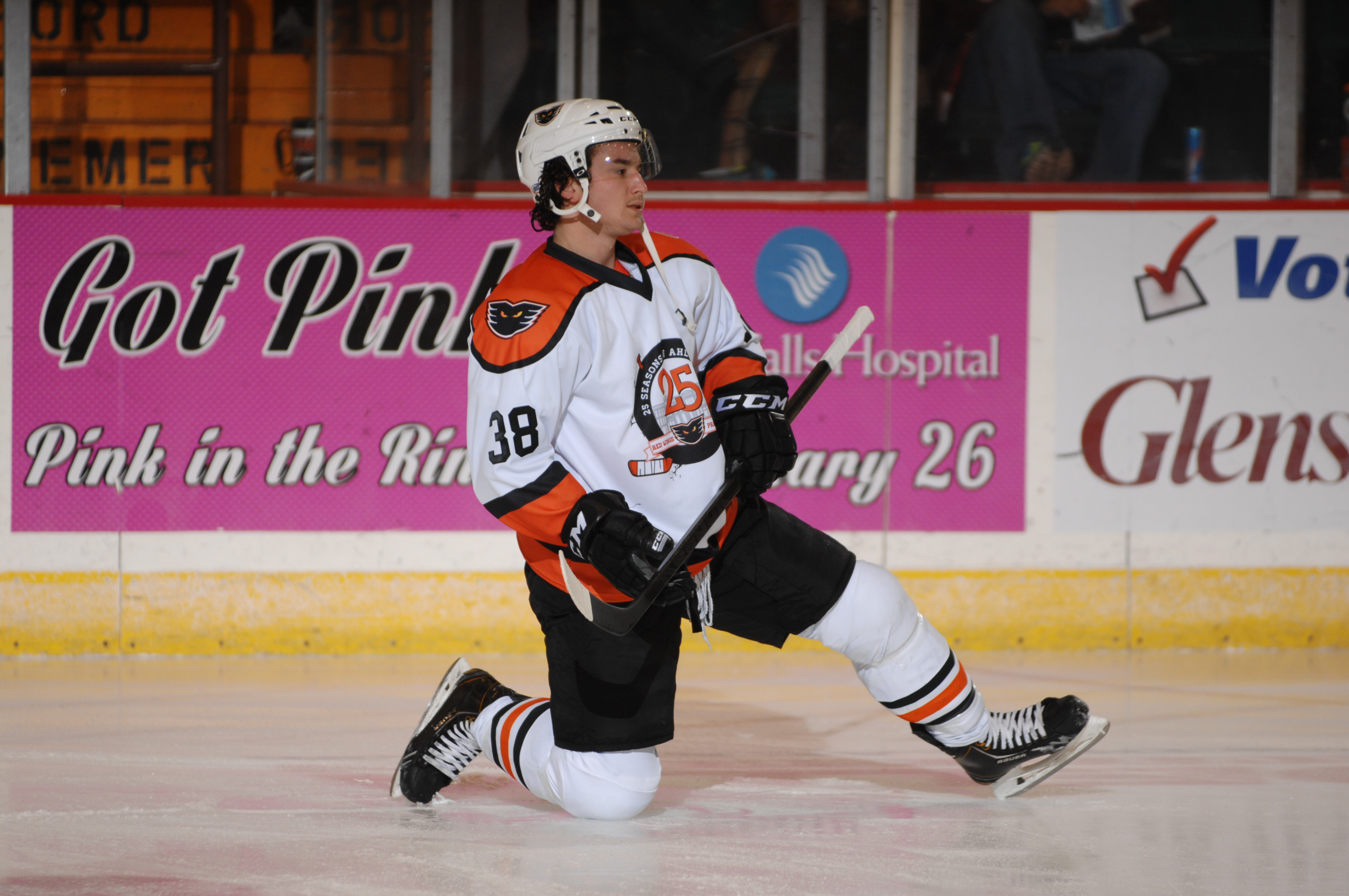
Akeson im Trikot der Adirondack Phantoms (2013)

Daraufhin unterschrieb er einen Vertrag über eine Laufzeit von drei Jahren bei der Organisation der Philadelphia Flyers. In diesem Zeitraum wurde er meist für das AHL-Farmteam der Flyers, den Adirondack Phantoms, eingesetzt und war in allen drei Jahren der punktbeste Spieler der Phantoms. In der Saison 2013/14 war Akeson unter den zehn besten Scorern der AHL. In der Saison 2012/13 kam es auch zu einem NHL-Einsatz für die Flyers. In dem Spiel gegen das NHL-Team aus seiner Heimatregion, die Ottawa Senators, erzielte er beim 2:1-Sieg von Philadelphia einen Treffer. In der Saison 2013/14 konnten sich die Flyers für die NHL-Playoffs qualifizieren und unterlagen in der ersten Runde knapp mit 3:4 dem späteren Eastern-Conference-Sieger und Finalteilnehmer New York Rangers. Akeson wurde in allen sieben Playoff-Spielen eingesetzt und erzielte, genau wie die etablierten Spieler Claude Giroux und Jakub Voráček, zwei Tore. Neben den Toren blieb jedoch auch eine vier Minuten Zeitstrafe von ihm im ersten Spiel der Serie, welche zu zwei Gegentoren führte und damit die Niederlage im Auftaktmatch besiegelte, in Erinnerung. Die Saison 2014/15 begann er wieder in der vierten Angriffsreihe der Flyers, wurde aber im Laufe der Saison auch im neuen AHL-Farmteam von Philadelphia, den Lehigh Valley Phantoms, eingesetzt. Bei den Phantoms war er neben Nick Cousins wieder bester Scorer und mit 23 Treffern bester Torschütze seines Teams. Zur Saison 2015/16 wechselte er zu den Buffalo Sabres, bei welchen er für deren AHL-Farmteam, den Rochester Americans, eingesetzt wurde. Während der Spielzeit wurde er an die Ottawa Senators ausgetauscht, bei welchen er ebenfalls für deren damaligen AHL-Vertreter, die Binghamton Senators, spielte. Die Saison 2016/17 begann er bei Admiral Wladiwostok in der russischen Eliteliga KHL, kehrte aber im November 2016 wieder zu den Binghamton Senators in die AHL zurück, bei welchem er mit Philip Varone ein erfolgreiches Sturmduo bildete und erfolgreichster Scorer seines Teams wurde.

### Europa
Nachdem eine dauerhafte Verpflichtung zur Saison 2017/18 bei den Syracuse Crunch aus der AHL nicht erfolgt war, spielte er die Saison in der Svenska Hockeyligan (SHL) für den Mora IK, mit dem er in der Relegation den Ligaverbleib sichern konnte. Zur Saison 2018/19 wechselte er in die Deutsche Eishockey Liga (DEL) und unterzeichnete einen Einjahresvertrag bei den Kölner Haien. In seiner ersten Saison für die Rheinländer wurde er mit 42 Punkten erfolgreichster Scorer seines Vereins nach der Hauptrunde sowie auch bester Punktesammler in den Playoffs (10 Punkte), wo die Haie das Halbfinale erreichten. Auch die Folgesaison konnte er als bester Scorer seines Teams abschließen (35 Punkte), jedoch qualifizierte sich sein Team als Tabellenelfter nicht für die Playoffs, die schließlich wegen der COVID-19-Pandemie abgesagt werden mussten. Die Hauptrunde der Saison 2020/21 schloss er gemeinsam mit dem Iserlohner Joe Whitney als Topscorer ab (45 Punkte, 12 Tore), jedoch verpasste sein Team abermals die Playoffs. Im Juli 2021 gaben die Straubing Tigers aus der DEL die Verpflichtung des Rechtsschützen bekannt. Die Hauptrunde der Saison 2021/22 beendete er als alleiniger Topscorer (68 Punkte, 24 Tore), erreichte mit den Tigers den vierten Platz und schied anschließend im Viertelfinale gegen die Adler Mannheim aus. In der folgenden Spielzeit schied Akeson mit den Tigers ebenfalls bereits in der ersten Playoff-Runde aus.
Anschließend erhielt er keinen neuen Vertrag bei den Straubingern und wechselte im Juli 2023 zum italienischen Klub HC Pustertal in den Spielbetrieb der ICE Hockey League. Akeson war bei den Südtirolern zwei Spielzeiten lang aktiv und war dort in 112 Partien mit 119 Scorerpunkten überaus erfolgreich. Zur Saison 2025/26 erhielt der Kanadier einen Vertrag beim Genève-Servette HC aus der Schweizer National League. Durch den Erhalt der Schweizer Staatsbürgerschaft fiel er dort nicht unter das Importspielerkontingent.

## Erfolge und Auszeichnungen
| - 2008 J.-Ross-Robertson-Cup-Gewinn mit den Kitchener Rangers - 2009 OHL Second All-Rookie Team - 2011 Eddie Powers Memorial Trophy (gemeinsam mit Tyler Toffoli) - 2011 William Hanley Trophy | - 2011 Leo Lalonde Memorial Trophy - 2011 Jim Mahon Memorial Trophy (gemeinsam mit Tyler Toffoli) - 2011 OHL Second All-Star Team - 2022 Topscorer der DEL-Hauptrunde |

## Karrierestatistik

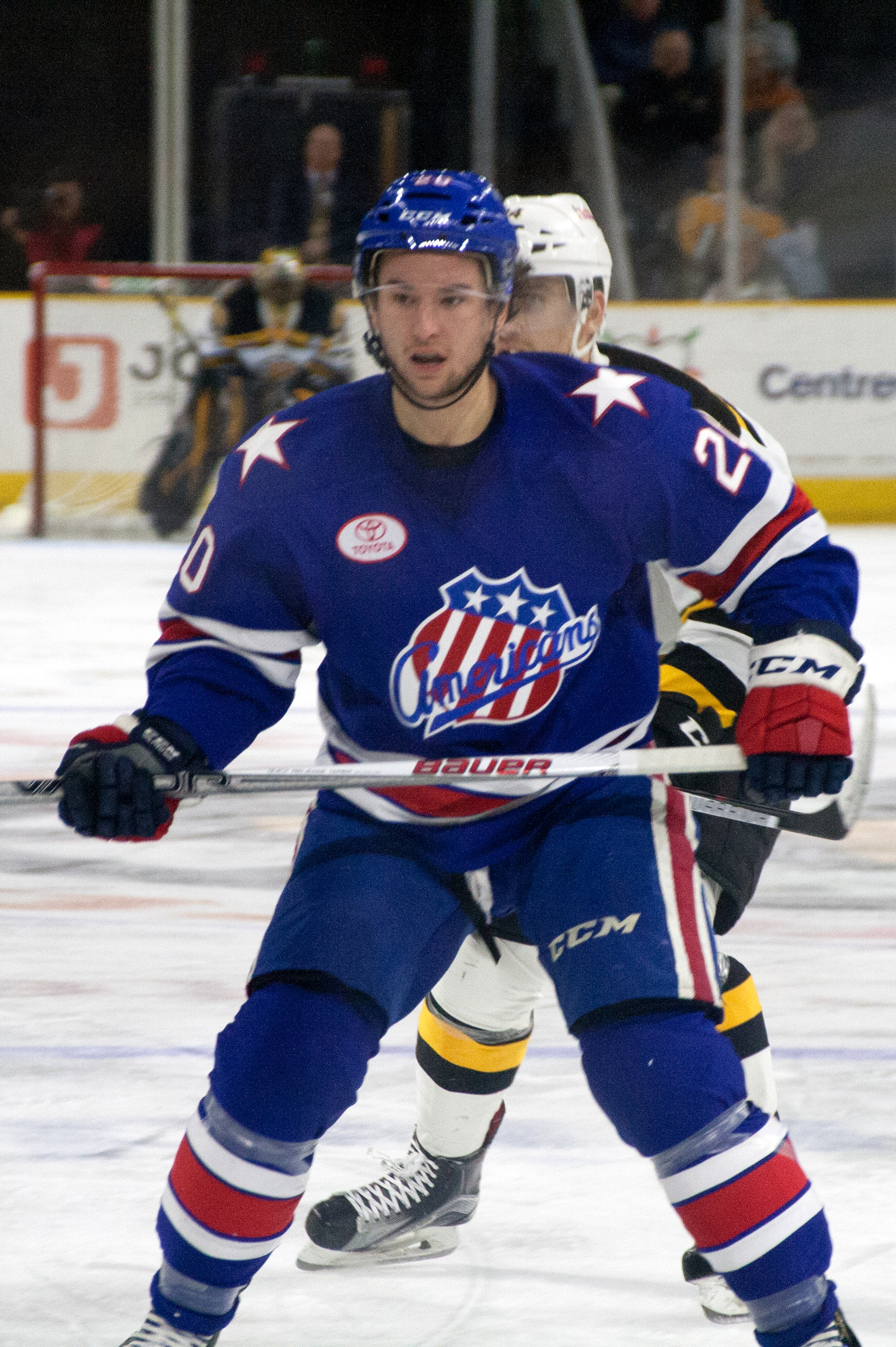
Akeson als Spieler der Rochester Americans (2017)

Stand: Ende der Saison 2024/25
(Legende zur Spielerstatistik: Sp oder GP = absolvierte Spiele; T oder G = erzielte Tore; V oder A = erzielte Assists; Pkt oder Pts = erzielte Scorerpunkte; SM oder PIM = erhaltene Strafminuten; +/− = Plus/Minus-Bilanz; PP = erzielte Überzahltore; SH = erzielte Unterzahltore; GW = erzielte Siegtore; 1 Play-downs/Relegation; Kursiv: Statistik nicht vollständig)